# Alphonse-Marie Kadege
Alphonse-Marie Kadege est un homme politique tutsi burundais, ancien vice-président de la République du Burundi entre le 30 avril 2003 et le 11 novembre 2004.

## Biographie
Kadege est membre de l'Union pour le progrès national (UPRONA). Il est nommé vice-président par Domitien Ndayizeye lors de la période de transition.